# Sankui (köpinghuvudort i Kina, Zhejiang Sheng, lat 27,43, long 119,91)
Sankui (kinesiska: 秀溪边, 三魁镇) är en köpinghuvudort i Kina. Den ligger i provinsen Zhejiang, i den östra delen av landet, omkring 310 kilometer söder om provinshuvudstaden Hangzhou. Antalet invånare är 15 593. Befolkningen består av 7 467 kvinnor och 8 126 män. Barn under 15 år utgör 20,0 %, vuxna 15-64 år 65 %, och äldre över 65 år 13,0 %.
Runt Sankui är det ganska tätbefolkat, med 222 invånare per kvadratkilometer. Sankui är det största samhället i trakten. I omgivningarna runt Sankui växer i huvudsak blandskog.
Genomsnittlig årsnederbörd är 2 199 millimeter. Den regnigaste månaden är juni, med i genomsnitt 339 mm nederbörd, och den torraste är oktober, med 63 mm nederbörd.